# Lurbe-Saint-Christau
Lurbe-Saint-Christau – miejscowość i gmina we Francji, w regionie Nowa Akwitania, w departamencie Pireneje Atlantyckie.
Według danych na rok 1990 gminę zamieszkiwały 214 osoby, a gęstość zaludnienia wynosiła 29 osób/km² (wśród 2290 gmin Akwitanii Lurbe-Saint-Christau plasuje się na 963. miejscu pod względem liczby ludności, natomiast pod względem powierzchni na miejscu 1250.).